# Muyuka
Muyuka es una ciudad en la División Fako en la Región del Sudoeste de Camerún. Originalmente estaba habitada por la tribu balong, pero con los años Muyuka ha crecido. Es la cabecera de algunos pueblos y ciudades secundarias de los alrededores, como Owe, Ekata, Bafia, Muyenge, Yoke, Malende, Meanja y Mpundo.

## Historia

### Educación
Muyuka cuenta con varios establecimientos educativos populares, tales como la CENS Técnica y Colegio Comercial (FETECOL), el Colegio Vocacional de Artes, Ciencia y Tecnología (VOCAST), el Instituto bilingüe gubernamental (GBHS), y el Memorial comprehensive College and Government Technical High School Gobierno Technical High School (GTHs). Era la sede de la Corporación de Electricidad (POWERCAM) en la época de la República Federal de Camerún, antes de convertirse en la República Unida de Camerún en 1972.

### Religión
En cuanto a la religión, las iglesias, como la de la misión católica, la Iglesia Presbiteriana, la Misión del Evangelio Completo, Iglesia Apostólica, la Iglesia Bautista, y la mezquita musulmana, son los lugares predominantes de culto en Muyuka.

### Política
Políticamente, Muyuka solía ser un bastión de la principal partido de oposición, el Frente Socialdemócrata (SDF) a partir de 1990, pero más tarde cayó en manos del CPDM gobernante durante los últimos años.

### Geografía
Ecológicamente, el suelo en Muyuka es de naturaleza volcánica rica (negro), porque Muyuka está situado a los pies del Monte Camerún, conocida por su naturaleza volcánica.

### Demografía
Aunque los indegenes son los Balongs, hay una población significativa de los Bangwas de División Lebialem que han emigrado a Muyuka, dedicadas a la agricultura y la política. Muyuka puede presumir de suministrar un cuantificar importante de alimentos y cultivos terciarios como el cacao y el café en el mercado local.

### Lugares públicos
Hay un buen número de instituciones estatales en Muyuka como la Oficina de División, la Policía, la Gendarmería, el Hospital del Gobierno, una oficina de correos, el Tribunal de Primera Instancia (comúnmente conocido como un Juzgado de Paz), un Departamento Jurídico, y la mayoría si no todos los Ministerios. Estas oficinas no están muy lejos el uno del otro desde Muyuka es una pequeña ciudad a lo largo de la carretera Kumba-Douala. 
En el sector privado, hay bancos locales, incluyendo un banco de la comunidad conocido como MC2.
- Datos: Q742871
- Multimedia: Muyuka / Q742871